# Jeong Han Kim
Jeong Han Kim (* 20. Juli 1962 in Seoul) ist ein südkoreanischer Mathematiker.
Kim studierte an der Yonsei-Universität und wurde 1993 bei Jeff Kahn an der Rutgers University promoviert (Non-combinatorial approaches to combinatorial problems). Er war an den ATT Bell Laboratories und bei Microsoft Research, war Professor an der Universität Yonsei und ist Professor am Korea Institute for Advanced Study.
1997 erhielt er den Fulkerson-Preis für seinen Beweis, dass die Ramsey-Zahl {\displaystyle R(3,t)} asymptotisch von der Ordnung {\displaystyle {\frac {t^{2}}{\log t}}} ist. Er befasst sich auch mit Informatik und Graphentheorie.